# Folkets hus, Kallhäll
Folkets hus i Kallhäll var ett Folkets hus, som var beläget vid Gjutarplan 2 i kommundelen Kallhälls centrum i Järfälla kommun i norra Järfälla. Huset byggdes 1970 och ersatte då det gamla Folkets hus i Kallhäll, som låg i Björkliden, eller Kallhälls villastad som det också kallades. Folkets hus, Kallhäll har allmänna samlingslokaler för möten och används för kulturevenemang. Organisationen Folkets Hus och Parker bildades år 2000 genom att två tidigare organisationer sammanslogs. Byggnaden revs 2018, efter att ett nytt Folkets hus byggts på torget framför. 

## Historia

### Folkets hus i Grantorps ombyggda stuga i Björkliden
Folkets Hus Föreningen, som bildades 1912, hade sin första samlingslokal från 1912 i en ombyggd stuga i Grantorp i Björkliden i Kallhälls Villastad utanför Kallhälls samhälle. Direktör Erik August Bolinder (1863-1930) ogillade all facklig verksamhet och man fick ingen lokal i Kallhäll. När föreningen fick veta att Grantorp var till salu köpte föreningen stället genom bulvaner. Man byggde om ett hönshus, som hörde till egendomen, till Folkets hus. Genom 2-3 järnstänger i taket hölls väggarna samman. Den första samlingslokalen för Folkets Hus Förening i Kallhäll blev alltså en samlingslokal, som var en ombyggd stuga, i Grantorp. Här hade man möten, dansaftnar och biograf. Där fanns det också en utedansbana.
De som då arbetade på Bolinders och ville bygga egnahem sökte sig till Björkliden, som också kallas Kallhälls villastad. Bolinderarbetarna måste söka sig till Björkliden på andra sidan Enköpingsvägen, eftersom bolaget Bolinders inte ville sälja någon mark i Kallhäll. Området Björkliden hörde till Viby gård och låg i Sollentuna kommun till och med 1954. Det ligger öster om Enköpingsvägen. 1912 började man stycka av tomter i området och då bebyggdes tomterna med enkla trävillor av egnahemstyp. Björkliden hade cirka 150 invånare i början av 1930-talet och dubbelt så många år 1950.

### Gamla Folkets hus i Björkliden, eller Kallhälls Villastad
För att bygga ett större och mer ändamålsenligt hus började man redan år 1920 att söka efter en mera centralt belägen tomt. Bolinderbolaget ville inte heller sälja någon mark till ett Folkets hus och därför måste planerna på det uppskjutas. På den gamla tomten vid Blomstervägen uppfördes 1936-1937 ett nytt Folkets hus, efter förnyade försök att förvärva en centralt belägen tomt. Byggnaden hade en mindre samlingslokal och en utedansbana. Ett Folkets hus brukar erbjuda lokaler för aktiviteter i nära anslutning till arbetarrörelsens organisationer. År 2000 sammanslogs två organisationer till Folkets Hus och Parker.
Först 1935 började man uppföra ett nytt Folkets hus på Blomstervägen i Björkliden, eller Kallhälls villastad, som då fortfarande låg inom Sollentuna köping. Det byggdes 1936-1937 på den gamla tomten vid Blomstervägen och är ritad i en typiskt  funktionalistisk stil av från Kooperativa förbundets arkitektkontor. Fasaderna är stramt funktionalistiska och har ljusmålad locklistpanel. Fönstren har oregelbunden placering och taket är ett flackt pulpettak. Verksamheten i Folkets hus i Björkliden pågick i drygt 50 år, räknat från 1912 fram till 1965, då Järfälla kommun köpte huset. I början av 1960-talet användes huset av gymnasieskolans bygg- och anläggningstekniska linje. Folkets Hus Föreningen sålde byggnaden till Järfälla kommun 1965, så Järfälla kommun äger huset sedan 1965. Sedan dess har byggnaden i Björkliden använts av en amatörteaterförening. Fem år senare, 1970, invigde föreningen ett nytt Folkets hus i Kallhäll. Efter nära 60 år hade föreningen fått det centrala läge som den eftersträvade.

### Folkets Hus i Kallhälls centrum
Det nya Folkets hus i Kallhälls centrum invigde man år 1970, det är en vit tegelbyggnad vid Gjutarplan 2 och som har bland annat bibliotek, biograf och samlingslokaler. Numera är även Bolindermuseet inrymt i byggnaden. I Kallhälls centrum finns dessutom ett tjugotal affärer och serveringsställen. Folkets hus placerades, liksom Missionshuset i Kallhäll och villabebyggelsen i Björkliden, på den mark, som inte ägdes av Bolinders verkstäder.

## Bilder

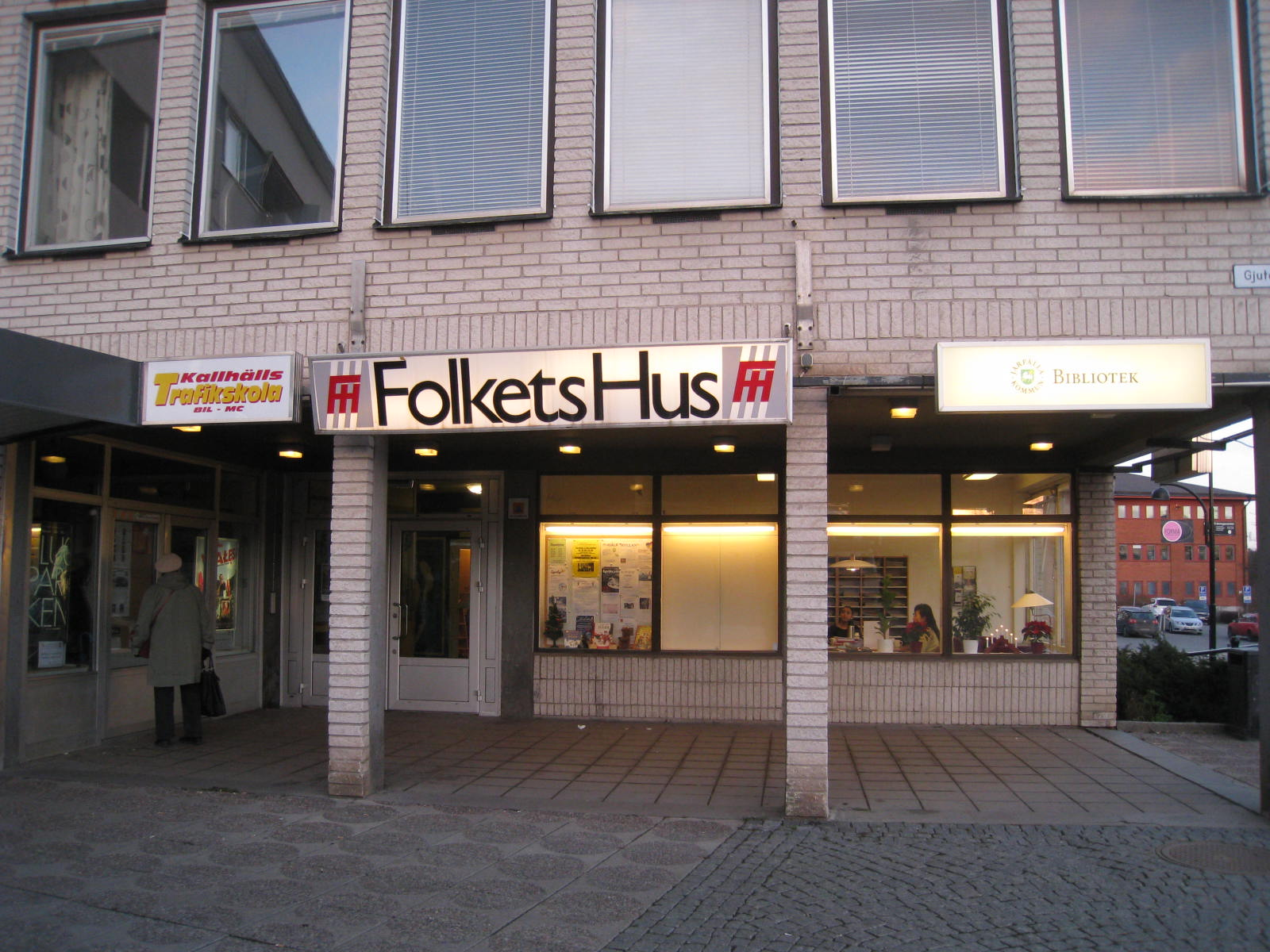
Entré Folkets hus
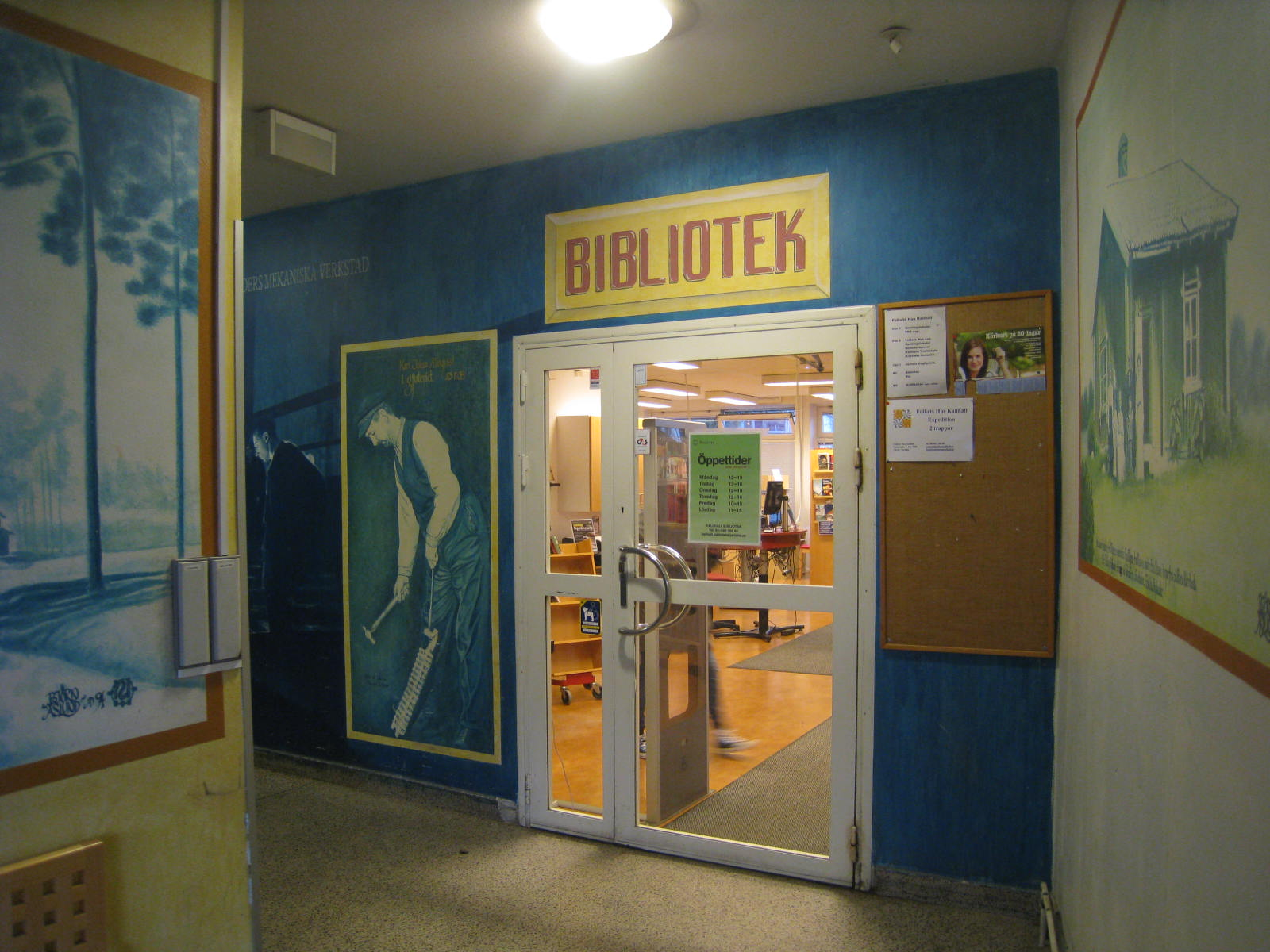
Entré till Kallhälls bibliotek
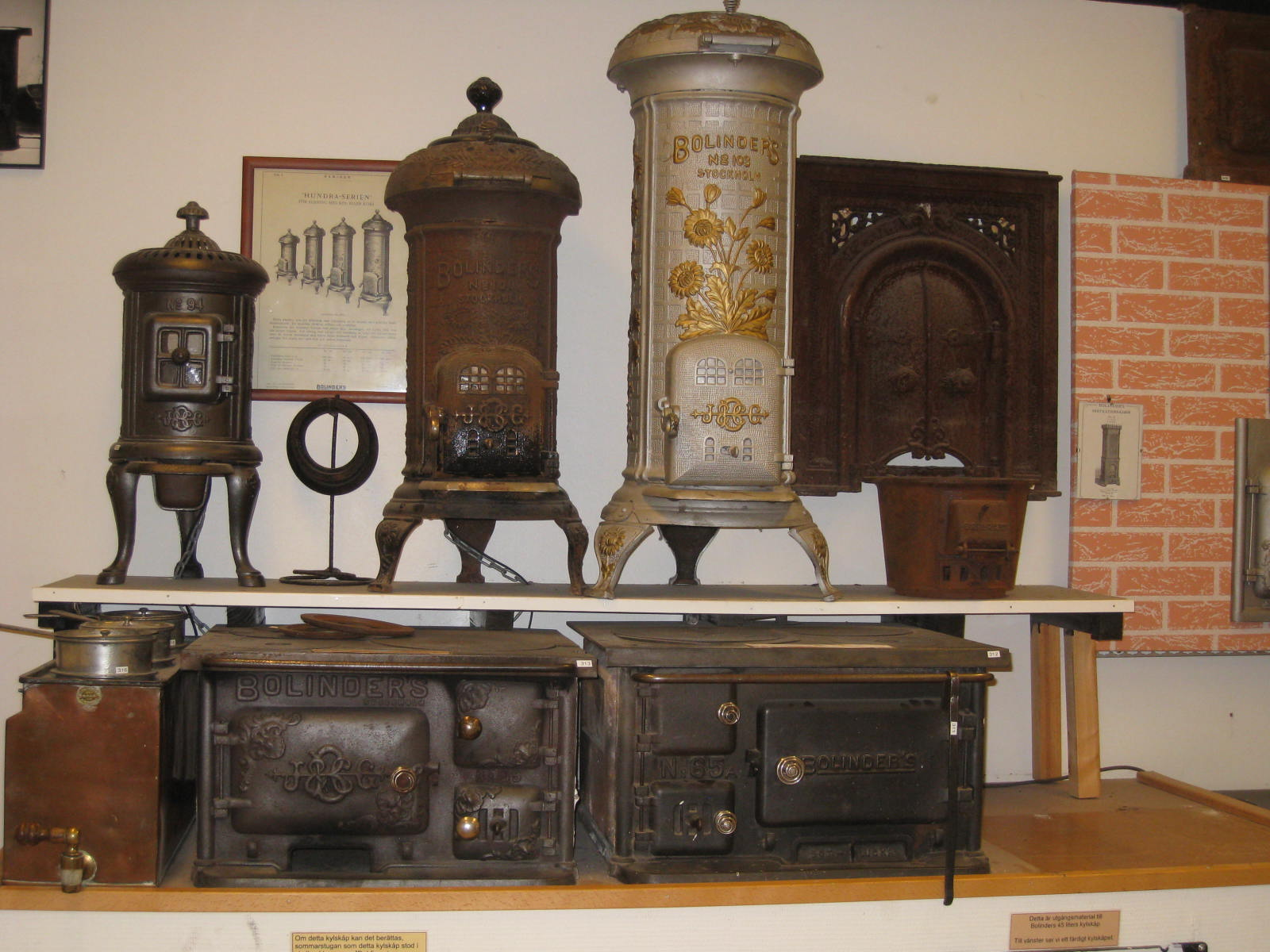
Bolindermuseet
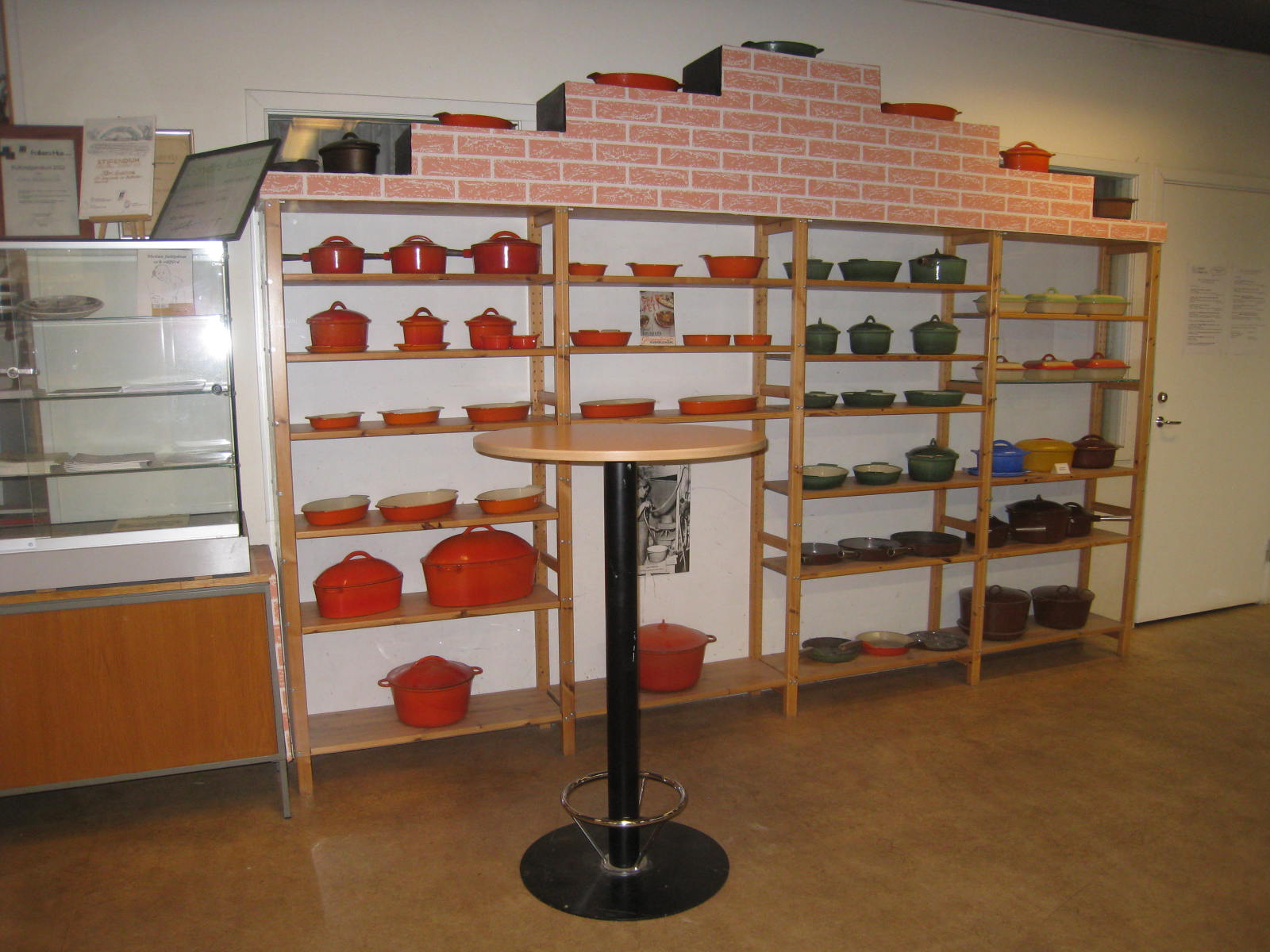
Bolindermuseet
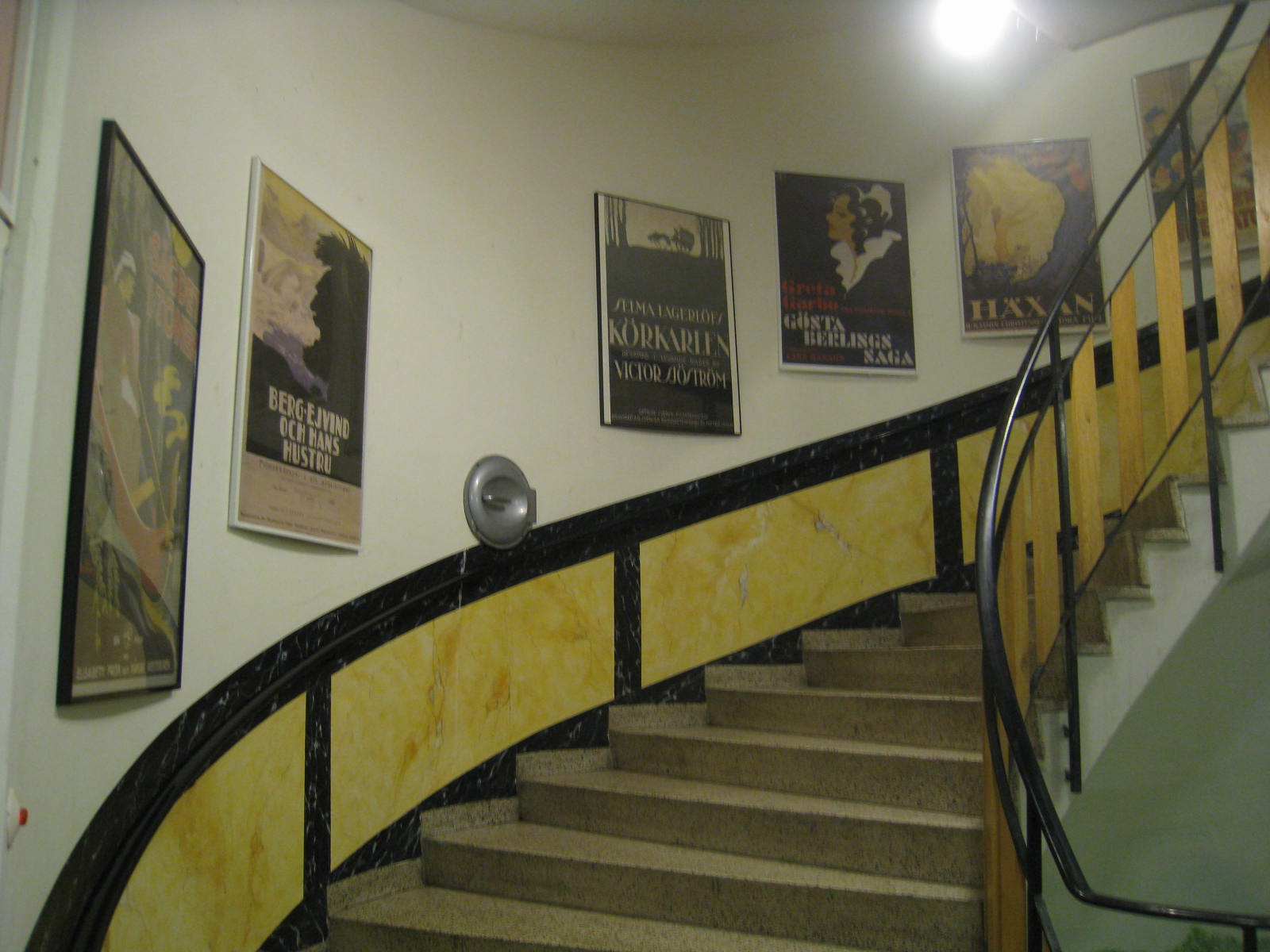
Huvudtrappan